# 高坂カントリークラブ
高坂カントリークラブ（たかさかカントリークラブ）は、埼玉県東松山市にある岩殿丘陵に広がるゴルフ場である。関東地方のゴルフ場の中でも老舗の名門コースと言われる。特に米山コースは富澤誠造設計の本格的なチャンピオンコースで、1973年からフジサンケイクラシックで5年連続で開催コースとなり他では類を見ない3.5ミリの高速グリーンが話題を呼び、その名を全国に広めた。

## 所在地
- 埼玉県東松山市大字高坂1916-1

## コース情報
- 開場日
  - 1958年11月
- 設計者
  - 米山コース：富澤誠造、岩殿コース：東観光開発（株）
- 面積
  - 150万m²（45万坪）
- コース
  - 米山コース：6,82477Y　Par 72
  - 岩殿コース：6,565Y Par 72
- 休場日：毎週月曜日、12月31日、1月1日

## アクセス
- 鉄道
  - 高坂駅（東武東上本線）西口からクラブバス5分
- 自動車
  - 関越自動車道　東松山インターチェンジから約4km
  - 関越自動車道　鶴ヶ島インターチェンジから約7km

## 周辺
周辺にはレジャースポットが多い。
- 高坂彫刻プロムナード【高田博厚彫刻群】
- 埼玉県こども動物自然公園
  - ビアトリクス・ポター資料館
- 埼玉県平和資料館
  - 展望塔 - 館内にある41mの展望塔
- 岩殿観音 - 坂東三十三箇所の十番札所
- 物見山公園 - ツツジの名所
- 鳩山カントリークラブ
- 石坂ゴルフ倶楽部
- 地球観測センター
- 大東文化大学東松山キャンパス
- 山村学園短期大学
- 高坂ニュータウン - 都市景観100選選定地区
- 高坂駅 - 関東の駅百選選定駅
- ピオニウォーク東松山